# Angels Over Broadway

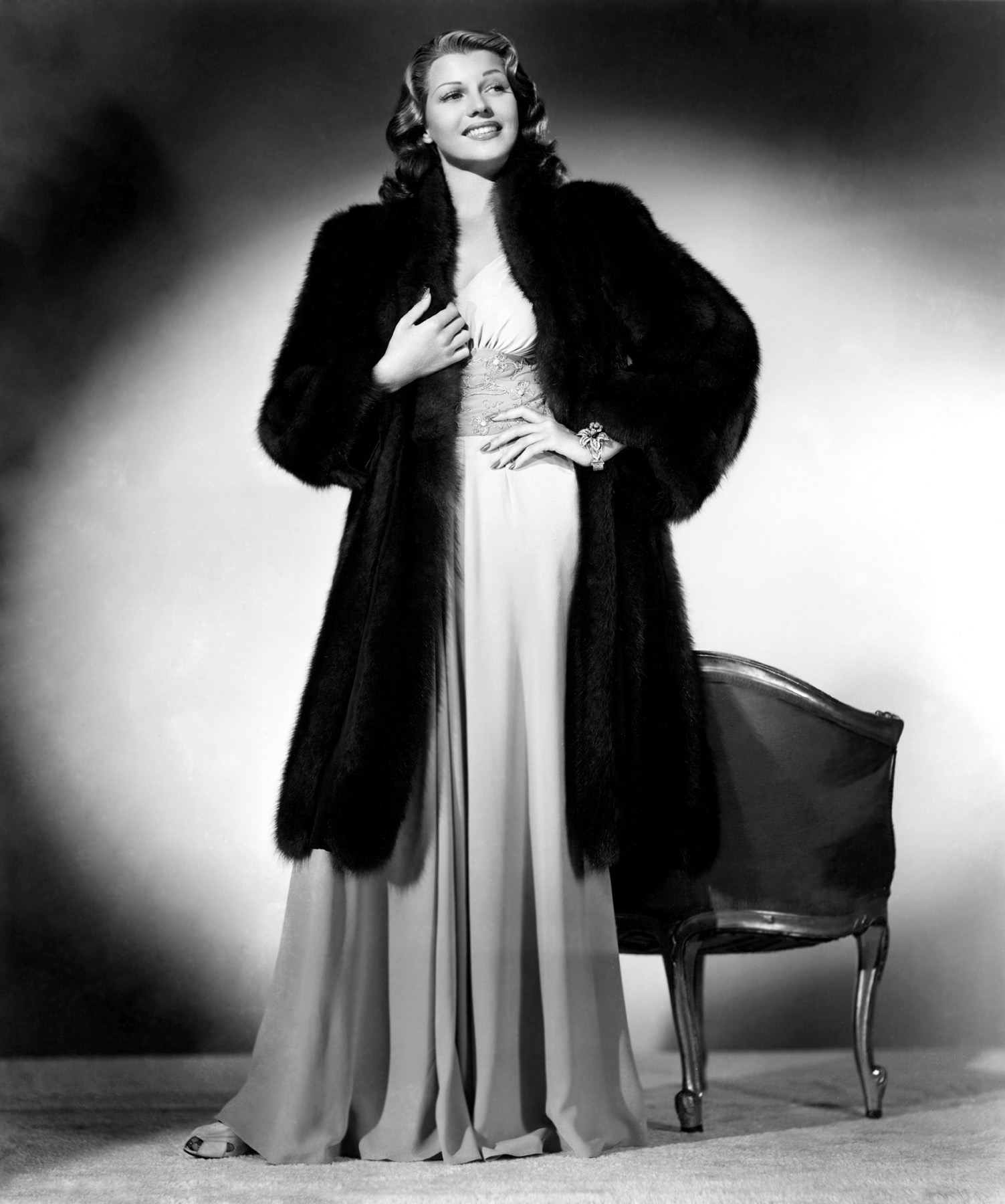
Studio publicity still of Rita Hayworth for the film Angels Over Broadway (1940).

Angels Over Broadway é um filme norte-americano de 1940, do gênero comédia dramática, dirigido por Ben Hecht e Lee Garmes, estrelado por Douglas Fairbanks, Jr. e Rita Hayworth.
O filme é uma comédia de humor negro à frente de seu tempo, uma pequena obra-prima que não foi muito bem nas bilheterias.

## Sinopse
Bill O'Brien é um jogador de pôquer e Nina Barona a fiel parceira em suas trapaças. Gene Gibbons, um dramaturgo alcoólatra, usa Charles Engle, a quem salvara de uma tentativa de suicídio, para enfrentar os truques de Bill. Charles finge ser rico e Bill quer que Nina o seduza para depois depená-lo. Gene traça um plano para que Charles consiga dinheiro e pague suas dívidas. Mas para isso, ele precisa que Bill o ajude. Será que Bill vai aceitar o papel de bonzinho?

## Premiações
| Patrocinador                                  | Prêmio | Categoria               | Situação |
| --------------------------------------------- | ------ | ----------------------- | -------- |
| Academia de Artes e Ciências Cinematográficas | Oscar  | Melhor Roteiro Original | Indicado |

## Elenco
| Ator/Atriz             | Personagem    |
| ---------------------- | ------------- |
| Douglas Fairbanks, Jr. | Bill O'Brien  |
| Rita Hayworth          | Nina Barona   |
| Thomas Mitchell        | Gene Gibbons  |
| John Qualen            | Charles Engle |
| George Watts           | Hopper        |
| Ralph Theodore         | Dutch Enright |
| Eddie Foster           | Louie Artino  |